# Final Fantasy: La leggenda dei cristalli
Final Fantasy: La leggenda dei cristalli (ファイナルファンタジー?, Fainaru Fantajī) è un anime OAV ispirato alla celebre serie di videogiochi di ruolo Final Fantasy. L'OAV è uscito in Giappone nel 1994 mentre negli Stati Uniti è stato pubblicato da Urban Vision nel 1997 con l'uscita dei VHS. In Italia, è stato pubblicato da Dynamic Italia nel 1999.
La storia dell'anime ha luogo 200 anni dopo quelli di Final Fantasy V.
Nell'adattamento italiano è presente un errore nell'episodio 3, che è intitolato Episodio IV invece che Episodio III.

## Trama
La storia si svolge nello stesso mondo di Final Fantasy V, chiamato Pianeta R, in cui tre dei quattro cristalli sono stati rubati. Gli eroi originali in Final Fantasy V sono ora le leggende del passato, e un nuovo male, Deathgyunos, è salito sulla Luna Nera e deve essere affrontato. Mid (nominato Mido come in giapponese), un personaggio ricorrente di Final Fantasy V, contatta un nuovo eroe e una nuova eroina: Pritz e Rinari (discendente di Bartz). Nel corso della storia incontreranno la piratessa spaziale Rouge e il comandante Balcus.

## Episodi
| Nº | Titolo italiano Giapponese 「Kanji」 - Rōmaji - Traduzione letterale | Prima edizione | Prima edizione |
| Nº | Titolo italiano Giapponese 「Kanji」 - Rōmaji - Traduzione letterale | Giapponese     | Italiano       |
| 1  | Vento 「風の章」 - Kaze no shō – "Capitolo del vento"                | 21 marzo 1994  | 1999           |
| 2  | Fuoco 「炎の章」 - Honō no shō – "Capitolo del fuoco"                | 21 maggio 1994 | 1999           |
| 3  | Drago 「竜の章」 - Ryū no shō – "Capitolo del drago"                 | 21 giugno 1994 | 1999           |
| 4  | Stella 「星の章」 - Hoshi no shō – "Capitolo della stella"           | 21 luglio 1994 | 1999           |

## Doppiaggio
| Personaggi  | Voce giapponese | Voce italiana      |
| ----------- | --------------- | ------------------ |
| Pritz       | Rica Matsumoto  | Massimiliano Alto  |
| Rinari      | Yūko Minaguchi  | Perla Liberatori   |
| Mido        | Etsuko Kozakura | Alessio Ward       |
| Rouge       | Fumi Hirano     | Cinzia De Carolis  |
| Balcus      | Shigeru Chiba   | Vittorio Amandola  |
| Regina Rena | Hiroko Kasahara | Barbara De Bortoli |

## Musiche
Nell'OAV vengono utilizzate molte colonne sonore di Final Fantasy V di Nobuo Uematsu.